# 克土站
克土站位于青海省海晏县克土村，是青藏铁路的一座车站，距离西宁站121公里，于1963年启用，现由青藏铁路公司营运。车站现为五等站，承担货运业务。